# 莫伊瓦河
莫伊瓦河（俄语：Мойва），是俄羅斯的河流，位於該國西部彼爾姆邊疆區，屬於維舍拉河的左支流，河道全長51公里，流域面積593平方公里，該河流的河水急促。